# Stronghold 3
Stronghold 3 é um jogo eletrônico de estratégia em tempo real desenvolvido pela Firefly Studios e produzido pela SouthPeak Games. O jogo é o sexto na série após vários spin offs e até um MMORTS. Ele é uma continuação de Stronghold lançado em 2001 e de Stronghold 2 lançado em 2005. Ao contrário dos outros jogos que foram publicados pela Take-Two Interactive, o jogo foi publicado pela SouthPeak Games, que publicou em 2008 Stronghold: Crusader Extreme, um remake de Stronghold: Crusader.

## Desenvolvimento
A Firefly Studios já havia alegado em 2008 que estava trabalhando em um novo Stronghold 3 e também um novo Crusader 2, mas devido à grande demanda de fãs estes só seriam lançados após após a conclusão de Dungeon Hero. No entanto, em 2008 a situação de Dungeon Hero era incerta após várias vezes ter datas de estreia adiadas. Em 2009 quando perguntada se algum outro jogo estava em desenvolvimento a não ser Dungeon Hero e Stronghold Kingdoms, a resposta continuou positiva. O jogo causou alvoroço em 2009 quando a Firefly afirmou em seu boletim de notícias de que tinham "algo de muito grande vindo" e que seria revelado em 2010, este jogo mais tarde veio a ser Stronghold 3.
O jogo foi oficialmente lançado em 14 de maio de 2010, juntamente com um site.